# 에티오피아멧토끼
에티오피아멧토끼(Lepus fagani)는 토끼과에 속하는 포유류의 일종이다. 또한 에티오피아멧토끼는 1903년 영국의 포유류학자 토머스(Oldfield Thomas)가 처음 기술했다. 그리고 아프리카 토착종으로, 에티오피아 아프리카산지 생물권 지역과 수단의 사바나 생물권 지역 경계에서 발견된다.